# Болкан, Флоринда
Флори́нда Болка́н (порт. Florinda Bolkan, урождённая Флори́нда Соа́рес Булка́н, (порт. Florinda Soares Bulcão; род. 15 февраля 1941 года, Урубуретама, Сеара, Бразилия) — бразильская актриса, известная исполнением ролей в европейских фильмах. Российским зрителям более всего известна по роли графини Ольги Камастры в итальянском телесериале «Спрут».

## Биография
Флоринда Болкан родилась 15 февраля 1941 года в Бразилии в семье Жозе Педро Булкана и Марии Жозаны. Жозе Педро Булкан был образованным человеком, в зрелом возрасте он был женат вторым браком на молодой индианке Марии Жозане, которая едва умела писать. У них родились три дочери, Флоринда была младшей. На момент рождения Флоринды её отцу было за 60, матери около 18 лет.
Когда Флоринда была ещё ребёнком, её отец умер, и мать вновь вышла замуж, после чего семья переехала в Рио-де-Жанейро.
С 14 лет Флоринда подрабатывала секретаршей. Но учёбу она не бросила, и в 18 лет получила диплом бакалавра лингвистики. Она хорошо владеет, помимо родного португальского, также английским, французским и итальянским языками.
Перепробовав множество профессий, Флоринда стала стюардессой в бразильской авиакомпании VARIG.
В 1963 году она с компанией друзей уехала в Европу и два года прожила в Париже, где изучала французский язык и историю искусств. Там она получила предложение работать моделью, но посчитала, что эта профессия ей не подходит. Наладить жизнь во Франции у неё не получилось и она вернулась в Бразилию.
В 1967 году, будучи в Риме по приглашению итальянских друзей, она познакомилась с режиссёром Лукино Висконти, который убедил её попробовать себя в актёрской профессии. Висконти заставил её пройти прослушивание, которое длилось три дня, и она получила роль в его фильме. Вскоре после этого она получила роль в фильме с Жан-Луи Трентиньяном и Робером Оссейном «Похититель преступлений». Она начинает активно сниматься. Её приглашали и голливудские студии, но она посчитала, что стиль жизни голливудской звезды ей не подходит.
За эти годы Флоринда Болкан сыграла роли в более чем полусотне фильмов. Она снималась у таких режиссёров, как Лукино Висконти, Витторио де Сика, с такими актёрами, как Ричард Бартон, Марлон Брандо, Дирк Богард, Анни Жирардо, Тони Мусанте, Майкл Кейн, Омар Шариф, Роми Шнайдер, Джейн Биркин, Кирк Дуглас, Джулиано Джемма и т. д.
Некоторое время после этого актриса не снималась. Она стала путешествовать, строить дома и продавать их, заниматься спортом, верховой ездой, кататься на лыжах, летать, плавать на яхтах, играть в теннис. Спустя несколько лет она решила вернуться в мир кино. Она поселилась в новом загородном доме в пригороде Рима. Вскоре ей предложили роль в телесериале «Спрут», который побил все рекорды популярности, что сделало её известной и среди молодого поколения. Она снялась в сериалах «Спрут», «Спрут 2» и «Спрут 7».
В поисках чего-то нового Флоринда Болкан начала играть в театре. Зимой 1984 года она сыграла с Микеле Плачидо в постановке Metti una sera a cena на итальянском, поставленной тем же режиссёром, что и фильм 1969 года. Постановка имела большой успех и стала самой популярной театральной постановкой года.
В 1991—1992 гг. Флоринда Болкан выпустила свою первую кулинарную книгу Vi invito a tavola («Приходите на обед»), изданную в Италии. В 1997 актриса вернулась в Бразилию, где продолжила сниматься в кино. В 2000 году она сняла свой первый фильм «Я не знала Туруру» (порт. Eu nao conhecia Tururù), который сама продюсировала и для которого написала сценарий. Кроме того, Флоринда Болкан создала кино- и музыкально-продюсерскую компанию Florinda Bolkan Produçoes.

## Фильмография
- Буги-Вуги Woogie (2009)
- Я не знала Туруру (2000)
- Тени (ТВ) (1999)
- Прекрасная Донна (1998)
- Странная история Ольги О (1995)
- Спрут 7: Расследование убийства комиссара Каттани (1995)
- Миллионы (1991)
- Некоторые девчонки (1988)
- Спрут 2 (1986)
- Клетка (1985)
- Спрут (1984)
- Седьмая женщина (1978)
- Всеобщее чувство стыда (1976)
- Покушение в Сараево (1975)
- Королевский блеск (1975)
- Отпечатки (1975)
- Флавия, отступница (1974)
- Взбесившийся барашек (1974)
- Короткий отпуск (1973)
- Дорогие родители (1973)
- Муки невинных (1972)
- Встреча (1971)
- Ящерица под женской кожей (1971)
- Война крестоносцев (1971)
- Anonimo veneziano (1970)
- Похититель преступлений (1969)
- Следствие по делу гражданина вне всяких подозрений (1969) — премия Оскар-1971, лучший фильм на иностранном языке
- Гибель богов (1969)
- Приходи как-нибудь вечером поужинать (Metti, una sera a cena, 1969)
- Неприкасаемые (1969)
- Сладкоежка (1968)

## Награды
- Премия «Давид ди Донателло» за лучшую женскую роль (1971, 1973)
- Премия Ассоциации кинокритиков Лос-Анджелеса за лучшую женскую роль (1975)